# Fogliano Redipuglia
Fogliano Redipuglia é um comune italiano da região do Friuli-Venezia Giulia, província de Gorizia, com cerca de 2.694 habitantes. Estende-se por uma área de 7 km², tendo uma densidade populacional de 385 hab/km². Faz fronteira com Doberdò del Lago, Gradisca d'Isonzo, Ronchi dei Legionari, Sagrado, San Pier d'Isonzo, Villesse.

## Demografia
| Variação demográfica do município entre 1861 e 2011                               |
|                                                                                   |
| Fonte: Istituto Nazionale di Statistica (ISTAT) - Elaboração gráfica da Wikipedia |

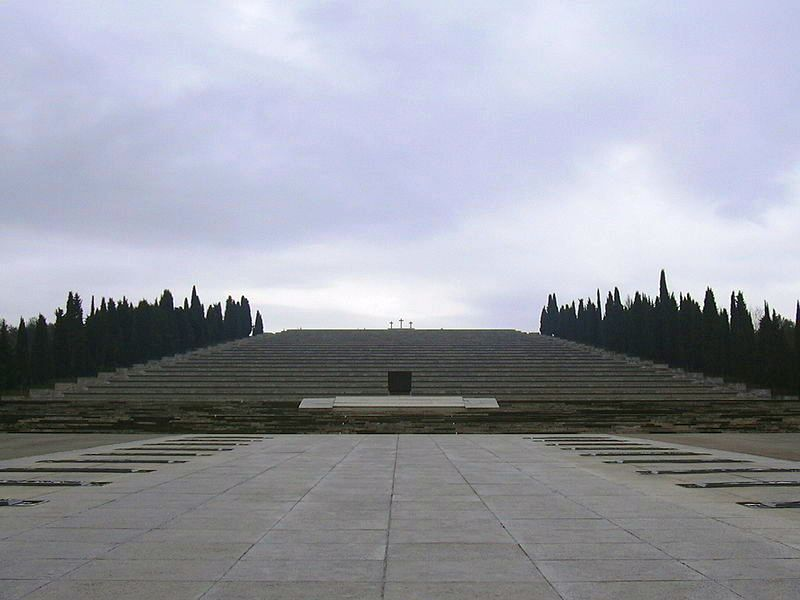
O Sacrário Militar de Redipuglia.

Seu principal marco é o Sacrário Militar de Redipuglia, um cemitério que abriga cerca de 100 mil soldados italianos mortos durante as batalhas cársicas da Primeira Guerra Mundial.